# 최강 음양사의 이세계 전생기
《최강 음양사의 이세계 전생기 ~하인인 요괴들에 비해 몬스터가 너무 약한데~》(最強陰陽師の異世界転生記〜下僕の妖怪どもに比べてモンスターが弱すぎるんだが〜)는 코스즈 레이키지 원작의 일본의 라이트 노벨 소설 작품이다. 2018년 12월 26일부터 「소설가가 되자」에서 투고되어 2019년 7월 31일부터 M노벨스(후타바샤)가 서적화하였다. 일러스트는 유즈키 키히로가 담당하고 있다. TV 애니메이션판은 2023년 1월 7일부터 《최강 음양사의 이세계 전생기》(最強陰陽師の異世界転生記)란 타이틀로 방영 중이다.

## 줄거리
일찍이 조정을 섬겼다가 천재로 칭송받았던 음양사 쿠가 하루요시는 믿었던 조정의 배신을 당해 비업의 죽음을 당했다. 하지만 죽음 직전 환생의 저주를 사용해 다른 세계로 환생한다. 세이카라는 소년으로 거듭난 하루요시는 마법과 몬스터가 존재하는 이 세계에서는 마력을 갖지 못한 낙오자로 깔렸다. 하지만 그의 몸에는 음양술의 기반이 되는 주력이 가득했다. 이번 인생이야말로 실패하지 않겠다고 다짐한 세이카는 눈에 띄지 않고 평온한 삶을 살고자 하지만 여러 가지 트러블에 휘말려 음양술을 구사하며 요괴들을 거느리고 활약한다.